# 多孢穆氏节丝壳
多孢穆氏节丝壳（学名：Arthrocladiella mougeotii var. polysporae）是属于白粉菌目白粉菌科节丝壳属的一种真菌，寄生在枸杞上。该种分布于中国。